# Ганс Паукштадт
Ганс Паукштадт (Hans Pauckstadt; 27 вересня 1906, Гримніц — 14 серпня 1984) — німецький офіцер-підводник, фрегаттен-капітан крігсмаріне.

## Біографія
В 1926 році вступив на флот. З жовтня 1935 по січень 1936 року навчався в протичовновому училищі. З 4 січня по 20 листопада 1936 року — командир підводного човна U-18, з грудня 1936 по 1 жовтня 1937 року — U-12, з 15 лютого по 17 серпня 1938 року — одночасно U-30 і U-34, з 5 вересня по 28 жовтня 1938 року — U-34, після чого займав різні штабні посади. З серпня 1939 по вересень 1941 року служив в штабі командувача підводним флотом. 11-27 травня 1942 року командував U-516. У вересні-листопаді 1942 року виконував обов'язки командира 5-ї флотилії. З 10 грудня 1942 по 31 березня 1944 року — командир U-193, на якому здійснив 2 походи (разом 185 днів у морі). 3 березня 1943 року потопив американський турбінний танкер Touchet водотоннажністю 10 172 тонни, який перевозив 120 000 барелів мазуту; 10 з 80 членів екіпажу загинули. З травня 1944 року — командир 8-ї флотилії, з лютого 1945 року — 1-го навчального дивізіону підводних човнів. 

## Звання
- Морський кадет (26 жовтня 1926)
- Фенріх-цур-зее (1 квітня 1928)
- Лейтенант-цур-зее (1 жовтня 1930)
- Оберлейтенант-цур-зее (1 серпня 1932)
- Капітан-лейтенант (1 квітня 1936)
- Корветтен-капітан (1 жовтня 1940)
- Фрегаттен-капітан (1 квітня 1944)

## Нагороди
- Медаль «За вислугу років у Вермахті» 4-го і 3-го класу (12 років)
- Іспанський хрест в бронзі з мечами
- Залізний хрест 2-го і 1-го класу
- Нагрудний знак підводника
- Хрест Воєнних заслуг 2-го і 1-го класу з мечами
- Фронтова планка підводника в бронзі